# Parvicirrus dubius
Parvicirrus dubius är en djurart som tillhör fylumet slemmaskar, och som först beskrevs av Addison Emery Verrill 1879.  Parvicirrus dubius ingår i släktet Parvicirrus och familjen Lineidae. Inga underarter finns listade i Catalogue of Life.